# Tannöd (Büchlberg)
Tannöd ist ein Gemeindeteil der Gemeinde Büchlberg im niederbayerischen Landkreis Passau.

## Geographie
Das Dorf Tannöd liegt etwa eineinhalb Kilometer südlich des Gemeindezentrums von Büchlberg an der Kreisstraße PA 20. Durch den Ort führte ein Goldener Steig. Tannöd ist mit dem Büchlberger Ortsteil Schwieging baulich verbunden. Im Ort besteht ein größeres Wellnessresort.

## Geschichte
Tannöd gehörte bereits vor der Gebietsreform in Bayern (1970er Jahre) zur Gemeinde Büchlberg. Amtlich eingetragene Baudenkmäler gibt es in dem Ort nicht.

## Vereine
- Frauengruppe Tannöd
- Schützenverein Goldener Steig Tannöd